# Торнареччо
Торнареччо (італ. Tornareccio) — муніципалітет в Італії, у регіоні Абруццо,  провінція К'єті.
Торнареччо розташоване на відстані близько 165 км на схід від Рима, 95 км на південний схід від Л'Аквіли, 45 км на південний схід від К'єті.
Населення — 1860 осіб (2014).
Щорічний фестиваль відбувається 23 грудня. Покровителька — свята Вікторія.

## Демографія
Населення за роками:

Станом на 1 січня 2023 року в муніципалітеті офіційно проживало 60 іноземців з 11 країн, серед них 44 громадяни країн Євросоюзу та 1 громадянин України.

## Сусідні муніципалітети
- Аркі
- Атесса